# Samuel Inkoom
Samuel Inkoom (Sekondi-Takoradi, 1 de junho de 1989) é um futebolista ganês que atua como Zagueiro e volante. Atualmente joga pelo Antalyaspor

## Carreira
Inkoon fez parte do elenco da Seleção Ganesa de Futebol na Campeonato Africano das Nações de 2012.

## Títulos
Gana
- Mundial Sub-20: 2009
- Campeonato Africano das Nações: 2010 2º Lugar.

Basel
- Swiss Super League: 2010
- Swiss Cup: 2010